# Bahia de Todos os Santos
Bahia de Todos os Santos é um livro escrito por Jorge Amado e publicado em 1945.